# Fabri Pál (diák)
Fabri Pál (Besztercebánya, 18. század) diák.
1754. július 20-ától a wittenbergi egyetem hallgatója volt.

## Munkái
- Antiquitates medicinae aegyptiacae, quas sub praesidio D. Frider, Boerner P. P. medici extraord. proposuit… 4. Maji 1756. Wittenbergae, 1756 (Boerner levele Fabrihoz: De hungarorum atque hungaricae gentis ad ornandam academiam vittebergensen studio; F. pedig válaszul irta a következő munkát)
- De augusta Budensi bibliotheca commentatio. Viro Excell. dno Friderico Boernero anno 1756. die XV. calend. Julii natalem celebranti sacrata. Lipsiae (különnyomat a Leipziger gel. Zeit. 1756. XCIII. sz., melyben röviden megemlékezik a pécsi, budai, pozsonyi akadémiákról és az esztergomi s csáktornyai könyvtárakról is)
- Συμμιετα. De viatoribus ex sacris profanisque prisci aevi institutis subita comprehendit dissertatione epistolica eaque nobilissimos doctissimosque viros amicos et cives suos ex illustri ad albim academia… in Hungariam redituros… comitatur. Wittebergae. 1757